# Superior (Wisconsin)
Superior é uma cidade localizada no estado norte-americano de Wisconsin, no Condado de Douglas. No dia 26 de abril de 2018 uma refinaria de petróleo explodiu, obrigando a evacuação da cidade.

## Demografia
Segundo o censo norte-americano de 2000, a sua população era de 27.368 habitantes.
Em 2006, foi estimada uma população de 26.960, um decréscimo de 408 (-1.5%).

## Geografia
De acordo com o United States Census Bureau tem uma área de
143,6 km², dos quais 95,7 km² cobertos por terra e 47,9 km² cobertos por água. Superior localiza-se a aproximadamente 196 m acima do nível do mar.

## Localidades na vizinhança
O diagrama seguinte representa as localidades num raio de 20 km ao redor de Superior.